# Slinger (système d’armes)
Le Slinger est un système d'armes anti-drone développé par Electro Optic Systems (EOS) de Symonston, en Australie. Il a été introduit en mai 2023. Il se compose d’un canon automatique M230LF avec stabilisateur, d’un pointeur avec caméra, d’un capteur de vent et de munitions AHEAD de proximité. Le canon peut être monté sur un véhicule 4X4 et contrôlé grâce à un joystick et un écran. Sa prise en main est très facile, affirme Charlotte Capper, ingénieure chez EOS. La portée du canon est d'environ 800 mètres, d’après son fabricant. Son principal avantage est d’ordre financier : le Slinger peut abattre un drone ennemi (d’un coût de fabrication de 20.000 dollars) pour un coût dérisoire, estimé entre 100 et 1.000 dollars, alors qu’un système NASAMS, fourni par les États-Unis, coûte environ 500.000 dollars (474.000 euros). Le coût des missiles antiaériens est encore supérieur, pouvant atteindre jusqu’à plusieurs millions.
En septembre 2023, il a été annoncé que 160 Slingers devaient être fournis à l’Ukraine par EOS pour être utilisés dans la défense de ce pays contre l’invasion en cours par la Russie. 